# Karkin
El karkin (també anomenat Los Carquines en espanyol) era una de les vuit llengües ohlone. Es va extingir cap al 1950 i s'havia parlat al centre del nord de Califòrnia.
El karkin és una llengua Ohlone/Costano, de la família utiana, que forma part de les llengües Yok-Utianes, dins del grup penutià.
Fou parlada històricament pels karkins, que vivien a la regió de l'estret de Carquinez a la porció nord-est de l'estuari de la badia de San Francisco. La seva única documentació és un únic vocabulari obtingut pel lingüista-missioner Felipe Arroyo de la Cuesta a la Missió de Dolores en 1821. Encara que escassos, els registres del karkin mostren que constituïa una branca diferent del costano, notablement diferent del veí chochenyo i d'altres llengües ohlone parlades més al sud. El karkin probablement no ha estat parlat des del segle xix.
Totes les llengües costano estan extingides, però alguns s'estan estudiant per tal de reviscolar-les.